# Ida Hinckeldeyn
Ida Hinckeldeyn (* 13. Mai 1848 in Lübeck; † 27. März 1898 in Berlin) war die Gründerin der heutigen lübeckischen Thomas-Mann-Schule.

## Leben

### Herkunft
Ida Hinckeldeyn war der Sohn des Kunst- und Handelsgärtners und Inhaber der Firms Christ. v. Brocken Carl Adolph Georg Heinrich Hinckeldeyn.
Der lübeckische Arzt Johannes Carl Heinr. Friedr. Hinckeldeyn und der spätere Berliner Architekt Karl Hinckeldeyn waren ihre älteren Brüder.

### Laufbahn
Von 1854 bis 1862 besuchte sie in Lübeck die Bildungs- und Pensions-Anstalt für Töchter von Johann Heinrich Meier, die seit 1854 von dessen Sohn Adolf Meier geleitet und 1859 in Meiers Bildungsanstalt für Töchter aus feineren Familien umbenannt wurde.
1879 war sie eine der ersten staatlich geprüften Absolventinnen des 1877 eingerichteten Roquetteschen privaten Lehrerinnenseminars.
Sie begann 1881 mit einem Schulunterricht in ihrer Wohnung in der Ratzeburger Allee 14 für ihre vier Nichten.
Nachdem sie 1882 ihre Prüfung zur Schulvorsteherin abgelegt hatte, zog sie aufgrund der steigenden Zahl an Schülerinnen in die Mühlenstraße 38 in Lübeck um. 1885 gründete sie die Hinckeldeynsche Höhere Mädchenschule in der Hüxstraße 60 in Lübeck und sah ihre Aufgabe darin, eine harmonische Herzens- und Geistesbildung, deren Fundament auf einer christlichen Erziehung und einem gründlichen Unterricht beruht, zu vermitteln; dorthin war sie umgezogen, weil ihre Schule inzwischen auf siebzehn Schülerinnen angewachsen war und sie weitere Lehrkräfte anstellen musste. Kurz darauf zog sie dann mit ihrer Schule zur Miete in die Lübecker Königsstraße 55 in ein Schulhaus und konnte nun weitere elf neue Schülerinnen aufnehmen.

Johannisstrasse 50–52 (1915 gestempelte Postkarte)

1892 zog sie mit ihrer Schule in das Fehling'sche Haus in der Johannisstraße 50 (heute Dr. Julius-Leber-Straße). An diesem Ort konnte sie ihr Ideal verwirklichen. Die damals gewöhnlichen Eigenschaften der Privatschulhäuser - kahl, dunkel, eng und winkelig - verschwanden hier. Ihre sechsundneunzig Schülerinnen verteilten sich auf fünf Klassen und wurden von einundzwanzig Lehrkräften unterrichtet. Sie legte im Schulbetrieb viel Wert auf ein familiäres Miteinander und wurde von ihren Schülerinnen, trotz ihrer respektgebietenden Art, Tante Ida genannt. Mit ihrer Schule sorgte sie für die Erziehung junger Frauen zu selbständigen und gefestigten Persönlichkeiten, die sich in der Gesellschaft behaupten konnten.
Aufgrund des hohen organisatorischen Aufwands und ihrer gesundheitlichen Verfassung verkaufte Ida das Schulhaus 1896 an die sozialdemokratische Genossenschaft, die später ihr Gewerkschaftshaus darin errichtete. Sie sah keine Möglichkeit, ohne übermäßige Opfer an einer anderen Stelle ein gleiches herzustellen, und gab schweren Herzens ihre hiesige Tätigkeit auf.
Die damals geschlossen für den Erhalt der Ausbildungsstätte eintretende Schulgemeinde blieb jedoch unter der neuen Schulleitung von Ina Freese, die die Schule als Freesesche Höhere Mädchenschule weiterführte, erhalten. Bei den seither entstanden Neueinrichtungen von Privatschulen blieb das Haus der Schule von Ida Hinckeldeyn eine vorbildliche Anregung.
Kurz darauf übersiedelte Ida Hinckeldeyn nach Berlin, um sich dort zur Ruhe niederzulassen.
Anlässlich des Umzuges nach Berlin schenkte sie dem Museum Lübeckischer Kunst und Kulturgeschichte eine Puppenküche, die Anfang des 19. Jahrhunderts durch Kinder der Familie Gütschow als Spielzeug genutzt worden war.
Aufgrund einer Nierenoperation verstarb sie im Alter von neunundvierzig Jahren an deren Folgen.